# Sannings- och försoningskommissionen, Peru
Sannings- och försoningskommissionen (la Comisión de la Verdad y Reconciliación) tillsattes i Peru i juni 2001 av dåvarande presidenten Valentín Paniagua Corazao, och verkade fram till 28 augusti 2003.
Kommissionens uppgift var att utreda och klargöra de brott mot mänskliga rättigheterna som hade ägt rum under tiden 1980–2000 i hela Peru. I kommissionen deltog företrädare för de mänskliga rättigheterna, religiösa ledare och tidigare militärer.